# State of Shock (album)
 (juillet 2022).
Si vous disposez d'ouvrages ou d'articles de référence ou si vous connaissez des sites web de qualité traitant du thème abordé ici, merci de compléter l'article en donnant les références utiles à sa vérifiabilité et en les liant à la section « Notes et références ».
Pour les articles homonymes, voir State of Shock.
Albums de Ted Nugent
Weekend Warriors
(1978) Scream Dream
(1980)
Singles
1. I Want to Tell You
Sortie : 1979

State of Shock est le cinquième album studio du musicien de rock américain, Ted Nugent. Il est sorti en mai 1979 sur le label Epic Records et a été produit par Lew Futterman et Cliff Davies.

## Historique
Cet album fut enregistré d'une part en Floride aux  Quadradial Studios de Miami et de l'autre à New York dans les studios CBS où il fut également mixé. Il comprend une reprise d'une chanson composée par George Harrison en 1966 pour l'album Revolver des Beatles. Elle sera l'unique single de promotion de l'album mais n'entra pas dans les classements musicaux.
L'album se classa à 18e place des charts américains et canadiens et fut certifié disque d'or dans ces deux pays mais n'entra pas dans les charts européens.

## Liste des titres
- Tous les titres sont signés par Ted Nugent sauf indication.

Face 1
| No | Titre               | Auteur | Durée |
| -- | ------------------- | ------ | ----- |
| 1. | Paralyzed           |        | 4:09  |
| 2. | Take It or Leave It |        | 4:07  |
| 3. | Alone               |        | 5:20  |
| 4. | It Don't Matter     |        | 3:08  |
| 5. | State of Shock      |        | 3:22  |

Face 2
| No  | Titre              | Auteur          | Durée |
| --- | ------------------ | --------------- | ----- |
| 6.  | I Want to Tell You | George Harrison | 4:52  |
| 7.  | Satisfied          |                 | 5:49  |
| 8.  | Bite Down Hard     |                 | 3:21  |
| 9.  | Snake Charmer      |                 | 3:19  |
| 10. | Saddle Sore        |                 | 3:16  |

## Musiciens
- Ted Nugent: guitare solo et rythmique, chant principal (titres 1, 2, 5)
- Charlie Huhn: guitare rythmique, chant (titres 3, 4, 6, 7, 8 & 9)
- Cliff Davies: batterie, percussions, chant sur Saddle Sore
- Walt Monaghan: basse

### Personnel additionnel
- Leah Kilburn: chœurs sur Alone

## Charts et certifications
Charts
| Pays       | Durée du classement | Meilleur classement | Date            |
| ---------- | ------------------- | ------------------- | --------------- |
| Canada     | 29 semaines         | 18e                 | 21 juillet 1979 |
| États-Unis | 18 semaines         | 18e                 | 30 juin 1979    |

Certifications
| Pays       | Certification | Ventes    | Date          |
| ---------- | ------------- | --------- | ------------- |
| Canada     | Or            | 50 000 +  | 1er août 1979 |
| États-Unis | Or            | 500 000 + | 7 juin 1979   |